# Die zärtlichen Verwandten
Die zärtlichen Verwandten ist ein deutsches Filmlustspiel aus dem Jahre 1930 von Richard Oswald mit Harald Paulsen und Charlotte Ander in den Hauptrollen.

## Handlung
Herr und Frau Linsemann sind seit einem Jahr glücklich verheiratet. In ihrem schicken Domizil, einer kreditfinanzierten und noch nicht abbezahlten modernen Villa, beabsichtigt die Dame des Hauses, eine große Ein-Jahres-Party steigen zu lassen, um ihrem Gatten eine Freude zu bereiten. Aus diesem Grunde lädt sie all seine Verwandten zu einer großen Party ein, darunter auch Erbonkel Adolf, von dem sie eine kräftige Finanzspritze erhofft, um von den Kreditschulden herunterzukommen. Doch diese Sause soll sich bald  zu einer Katastrophe entwickeln, denn die Gäste haben es in sich: da ist der liebe, brave Onkel Emil, der stets unter der Fuchtel seines eher unsympathischen Bruders Adolf stand, die Webers mitsamt halbwüchsigem Sohn, Vetter Wilhelm mit Gattin sowie Herr und Frau Stempel. Ein Musiker, ein Kindermädchen und ein Sänger sind ebenfalls zugegen.
Die Gäste erweisen sich als undankbares Pack, obwohl Frau Linsemann alles Erdenkliche unternimmt, die Feier zu einer angenehmen Zusammenkunft zu gestalten. Ständig meckern und mäkeln die Eingeladenen, nichts ist ihnen recht. Als dann auch noch herauskommt, dass Frau Linsemann einst beim Theater war, gibt es richtig Ärger. Onkel Adolf, seines Zeichens Testamentsvollstrecker, wird von den „lieben“ Verwandten dahingehend beeinflusst, den Linsemanns kein Geld aus einer ihnen zustehenden Erbschaft auszuzahlen, und einige der Gäste teilen bereits das moderne Linsemann-Haus gedanklich unter sich auf. Schließlich kocht die Stimmung nach weiteren turbulenten Ereignissen derartig hoch, dass die bucklige Verwandtschaft versucht, Herrn Linsemann klarzumachen, dass er sich unbedingt von seiner „unmöglichen“ Gattin scheiden lassen müsse. Gott sei Dank ist aber auch noch Onkel Emil da: Eigentlich ein stiller Zeitgenosse, ist er der Einzige, der den Linsemanns beisteht. Erst als Frau Linsemann der Bagage so manche Wahrheit um die Ohren geschleudert hat, ziehen die „zärtlichen Verwandten“ ab, und es herrscht endlich wieder Ruhe beim jungen Glück. Onkel Emil, der sich an diesem Abend endlich von seinem älteren Bruder emanzipiert hat, verspricht den Linsemanns, bei der Abbezahlung des Villenkredits unter die Arme zu greifen.
Titel und Besetzungsliste sind nicht als Vorspann eingeblendet, sondern werden als Dialog zwischen einem Kinobesucher und einem Kinoangestellten („Logenöffner“) präsentiert.

## Produktionsnotizen
Die zärtlichen Verwandten entstand im Juli und August 1930 in den UFA-Ateliers in Neubabelsberg und wurde am 29. August 1930 uraufgeführt. Die Wiener Premiere war am 27. September 1930.
Richard Oswald war auch Produktionsleiter. Die Filmbauten entwarf Franz Schroedter, für den Ton sorgte Emil Specht, die Aufnahmeleitung übernahm Helmut Schreiber.

## Musik
Folgende Musiktitel wurden gespielt:
- Die Verwandten sind da: wir sind die reizende, die goldige Verwandtschaft (Musik und Text: Willy Rosen)
- Ich bin der beste Mensch von der Welt (Musik und Text: Willy Rosen)
- Wenn die Geranien blühen (Musik: Willy Rosen, Text: Robert Gilbert)
- Wenn heut’ Nacht die Jazzband spielt (Musik und Text: Willy Rosen)

Es spielen die Weintraubs Syncopators.

## Kritiken
Die Österreichische Film-Zeitung schrieb: „Die überaus originelle, mit humorvollsten Episoden gewürzte Handlung zeigt, wie das Idyll eines jungen Ehepaares durch den unglücklichen Einfall, die ganze Verwandtschaft einzuladen, gestört wird.“
Paimann’s Filmlisten resümierte: „… eine(r) vorwiegend auf Situationskomik basierende(n), ungemein lustige(n) Handlung, welche durch pointenreiche, fließende Dialoge in ihrem Unterhaltungswerte noch erhöht wird. Die kontinuierliche, umsichtige Regie führt  das durchgehends in Mimik und Sprache gleich ausgezeichnete Ensemble treffend (…) … eine ungemein heitere Atmosphäre.“